# Кокарево (Ростиловское муниципальное образование)
Кокарево — деревня в Грязовецком районе Вологодской области.
Входит в состав Ростиловского муниципального образования, с точки зрения административно-территориального деления — в Ростиловский сельсовет.
Расстояние по автодороге до районного центра Грязовца — 21 км, до центра муниципального образования Ростилово — 14 км. Ближайшие населённые пункты — Юношеское, Дор, Ермолино.
По переписи 2002 года население — 1 человек.